# Ronald Shiner
Ronald Alfred Shiner (* 8. Juni 1903 in London, Großbritannien; † 29. Juni 1966 ebenda) war ein britischer Schauspieler und Bühnenregisseur, der sich beim Film einen Namen als Charakterkomiker gemacht hat.

## Leben
Ronald Alfred Shiner besuchte in seiner Heimatstadt London das Cathcart College und St. Aloysius. Von 1920 bis 1922 diente er bei der Northwest Mounted Police, von 1924 bis 1927 dem Royal Corps of Signal.
Im Jahre 1928 wechselte er zur Bühne und trat am Hippodrome Theatre in London-Margate in dem Stück Dr. Syn erstmals auf. Von 1929 bis 1931 versuchte sich Shiner mehrmals als Regisseur, u. a. bei den Stücken Down Our Street, The Way to Treat a Woman und Duke of York’s. Zwischen 1931 und 1934 konnte man ihn am Whitehall Theatre sehen, 1935 am Cambridge Theatre. Zu dieser Zeit unternahm Ronald Shiner seine ersten Gehversuche beim Film; zunächst mit winzigen Nebenrollen. Obwohl während des Zweiten Weltkriegs eingezogen – er sprach u. a. in Rundfunksendungen für die britischen Truppen auf dem Mittelmeerstützpunkt Malta –, war Shiner in der ersten Hälfte der 40er Jahre überaus filmaktiv. 1943 nahm er auch seine längere Zeit vernachlässigte Theatertätigkeit (Stück Something in the Air) wieder auf. Von 1945 bis 1950 kehrte Shiner ans Whitehall Theatre zurück, ging dann für drei Jahre an das Apollo Theatre (1950–1953) und trat schließlich am Adelphi Theatre und dem Coliseum Theatre auf.
Mit Beginn der 50er Jahre wurden ihm erstmals Filmhauptrollen angeboten. Shiner war Star einiger B-Komödien der Regisseure Jack Raymond und John Paddy Carstairs. 1952 galt er als Top-Verdiener unter Großbritanniens Filmschauspielern, in den Jahren 1953 und 1954 befand er sich unter den bestverdienenden Zehn. Gelegentlich konnte man Ronald Shiner auch in Fernsehfilmen (z. B. in Seagulls Over Sorrento) sehen.

## Filmografie
- 1934: My Old Dutch
- 1934: Royal Cavalcade
- 1935: Once a Thief
- 1935: Squibs
- 1935: Invitation to the Waltz
- 1935: Excuse My Glove
- 1936: King of Hearts
- 1936: The Black Tulip
- 1936: Träumende Augen (Dreaming Lips)
- 1937: Silver Blaze
- 1937: …heute Abend – Hotel Ritz (Dinner at the Ritz)
- 1938: Der Lausbub aus Amerika (A Yank at Oxford)
- 1938: St. Martin’s Lane
- 1938: Prison Without Bars
- 1939: I Killed the Count
- 1939: Discoveries
- 1939: The Lion Has Wings
- 1939: Bravo George! (Come on George)
- 1940: Der Schrecken von Marks Priory (The Case of the Frightened Lady)
- 1940: Old Bill and Son
- 1940: Major Barbara (Major Barbara)
- 1941: South American George
- 1942: The Young Mr. Pitt
- 1942: Die Blockade (The Big Blockade)
- 1942: Squadron Leader X
- 1943: Get Cracking
- 1943: My Learned Friend
- 1943: Bees in Paradise
- 1944: I Live in Grosvenor Square
- 1945: The Way to the Stars
- 1945: Caesar und Cleopatra (Caesar and Cleopatra)
- 1946: George in Civvy Street
- 1946: Piratenliebe (The Man Within)
- 1947: Brighton Rock (Brighton Rock)
- 1950: Worm’s Eye View
- 1951: Der wunderbare Flimmerkasten (The Magic Box)
- 1952: Reluctant Heroes
- 1952: Little Big Shot
- 1952: Top of the Form
- 1953: Innocents in Paris
- 1953: Anna von Singapur (Laughing Anne)
- 1954: Up to His Neck
- 1954: Die Erbschaft der Tante Clara (Aunt Clara)
- 1955: Keep it Clean
- 1956: Dry Rot
- 1956: My Wife’s Family
- 1957: Not Wanted on Voyage
- 1957: Girls at Sea
- 1958: Operation Bullshine
- 1959: The Navy Lark
- 1960: The Night We Got the Bird